# کنجد

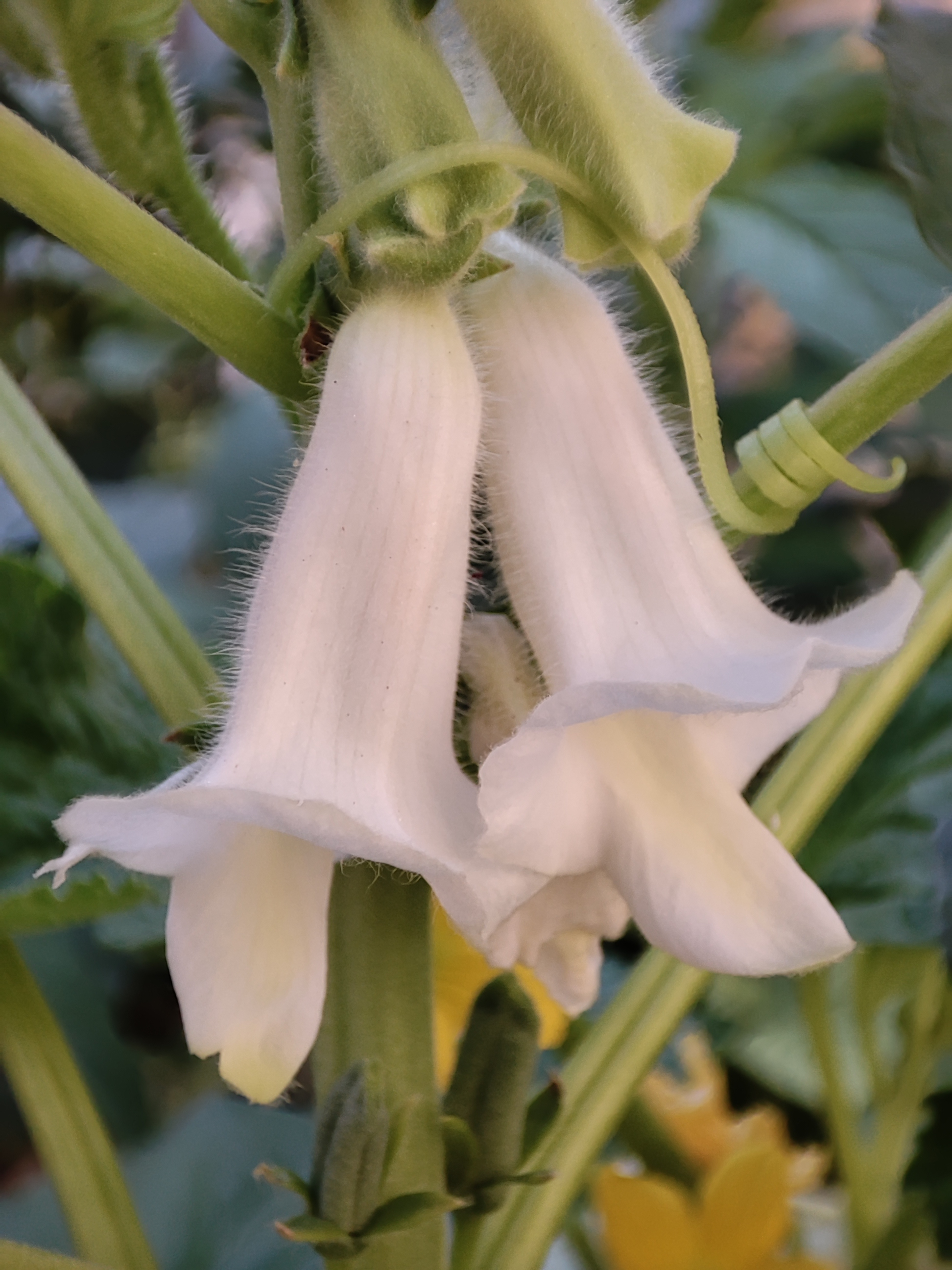
گل گیاه کنجد، بهبهان

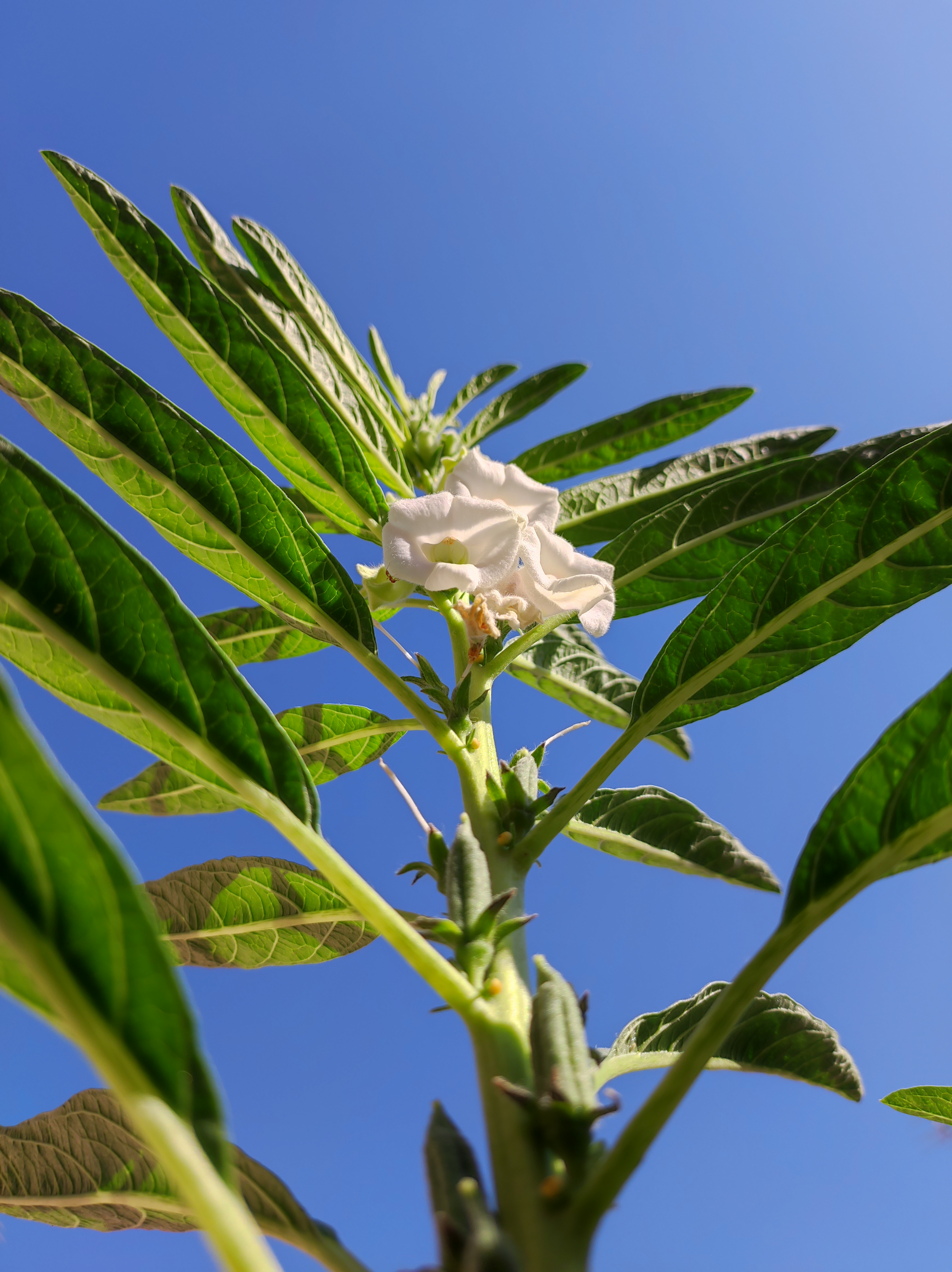
گل و کپسول دانه گیاه کنجد

کُنجِد (که در قدیم سمسم و جلجلان هم نامیده می‌شد)، گیاهی از دولپه‌ای‌های پیوسته گلبرگ و تیرهٔ کنجدها است. این گیاه، یک‌ساله است و ارتفاعش بالغ بر یک متر است. قسمت فوقانی ساقه‌اش پوشیده از کرک است ولی قسمت‌های تحتانی آن عاری از کرک است. برگ‌هایش در قسمت قاعده به‌طور متناوب و در قسمت‌های انتهایی ساقه به‌طور متقابل قرار گرفته است و پهنک برگ‌ها بیضوی و دراز و نوک تیز است و در قسمت قاعدهٔ ساقه پهن‌تر از قسمت انتهایی است. گل‌های آن که به‌طور منفرد و در کنارهٔ برگ‌های قسمت انتهایی ساقه قرار دارد، شامل قطعات پنج‌تایی به هم پیوسته است و تعداد پرچم‌ها ۴ عدد است. میوه‌اش کپسولی و محتوی دانه‌های کوچک مسطح و بیضوی است. دانه‌های کنجد به سبب دارا بودن روغن قابل استخراج، تنها قسمت مورد استفادهٔ گیاه است. کنجد همانند زرشک از گیاهان سودآور و استراتژیک برای کشت در دوره‌های خشکسالی است.

## تاریخچه
دانه‌های کنجد سفید بدون پوست خارجی کنجد در طول دورهٔ تمدن صنعت کشت، به عنوان اصلی‌ترین منبع تهیهٔ روغن گیاهی شناخته شده است. این امر قطعاً به بین‌النهرین حدود ۲۵۰۰ سال پیش از میلاد برمی‌گردد و در زبان اکدی و سومری به‌نام ایلو (در تامیلی واژهٔ کنجد به نام ایلو هم شناخته شده است). دانهٔ کنجد یکی از اولین محصولات فرآوری شده برای روغن و همچنین به عنوان یکی از اولین مواد در ادویه‌جات استفاده می‌شد. در واقع، واژهٔ مشترکی که برای روغن نباتی در بسیاری از زبان‌های دراویدی مانند: تامیلی، مالایی و کنادا (معنای واژهٔ روغن کنجد در زبان تامیل = எள் + روغن یا چربی = நெய் --> எண்ணெய் شناخته می‌شد. در زبان هندی واژهٔ روغن کنجد (تل तेल) و در زبان سانسکریت (تیلا तैल و تلوگو నువ్వులు) به عنوان دانه کنجد بیان شده است. ۶۰۰ سال پیش از میلاد، آشوریان از روغن کنجد به عنوان یک غذا، مرهم و دارو استفاده می‌کردند که باید آن را غنی کرده و البته ساختن این مواد بسیار گران بود. هندوها از روغن کنجد به‌عنوان سوخت چراغ‌های نذری استفاده می‌کنند که به عنوان روغن مقدس در نظر گرفته می‌شود.
کنجد از قدیمی‌ترین چاشنی‌های شناخته شده‌ای است که قدمت آن به ۱۶۰۰ سال پیش از میلاد مسیح بر می‌گردد.

## مواد معدنی کنجد
۳ قاشق غذاخوری (۳۰ گرمی) دانه‌های کنجد تأمین‌کنندهٔ مواد معدنی زیر است:
| مادهٔ معدنی | با پوسته، % RDI | بدون پوسته، % RDI |
| ---------- | --------------- | ----------------- |
| کلسیم      | ۲۲              | ۱                 |
| منگنز      | ۳۲              | ۱۹                |
| منیزیم     | ۲۵              | ۲۵                |
| روی        | ۲۱              | ۱۸                |

RDI میزان دریافت مرجع روزانه است.

## اثرات بر سلامتی
درحالی‌که در سازمان غذا و داروی آمریکا مورد تأیید نیست، روغن کنجد به تعدادی از استفاده‌های درمانی مشهور است. روغن کنجد به‌صورت سنتی برای درمان اختلالات التهابی کاربرد زیادی دارد. نقش ضدالتهابی روغن کنجد به دلیل وجود مقادیر بالای اسید اولئیک در آن است. از طرفی سسامین موجود در این روغن سبب تنظیم ایمنی بدن می‌شود.
گفته می‌شود که کاربرد موضعی به‌طور منظم و / یا مصرف روغن کنجد می‌تواند اثر کاهشی بر اضطراب عصبی و اختلالات استخوان، گردش خون ضعیف، کاهش ایمنی و مشکلات روده داشته باشد. استفاده از آن نیز بی‌حالی، خستگی و بی‌خوابی را تسکین داده و نشاط، افزایش گردش خون را آسان می‌کند. استفاده از آن درد و اسپاسم عضلانی، مانند درد سیاتیک، قاعدگی دردناک، درد، درد پشت و درد مفاصل را آرامش می‌دهد.
ادعا شده است روغن کنجد، زمانی که در ماساژ نوزاد مورد استفاده قرار می‌گیرد برای آرام کردن نوزادان و آرامش آن‌ها در خواب و بهبود رشد مغز و سیستم عصبی کمک می‌کند. این ادعا شبیه به دیگر داروهای درمانی است، که داشتن آنتی‌اکسیدان خود را توضیح می‌دهد که آن روند پیری را کند می‌کند و طول عمر را افزایش می‌دهد. یک مطالعهٔ پزشکی در سال ۲۰۰۰ نشان داد که ماساژ نوزادان با روغن کنجد، وزن، طول، و midarm و midleg دور از نوزادان در نرخ آماری مطلوب‌تر از همه روغن‌های دیگر آزمایش بهبود یافته است.
گفته می‌شود که روغن کنجد، در هنگام مصرف خوراکی و / یا موضعی، باید خشکی خارجی و داخلی را کاهش دهد. روغن کنجد گاهی برای کاهش خشکی مرتبط با یائسگی توصیه می‌شود. کنجد به عنوان یک ملین، به عنوان یک درمان برای دندان‌درد و بیماری‌های لثه و در درمان تاری دید، سرگیجه و سردرد
پیشنهاد می‌شود روغن کنجد در درمان بینی خشک، کاهش سطح کلسترول خون (به علت حضور lignans)، اثرات ضد باکتریایی، و حتی کند کردن انواع خاصی از سرطان (به علت خواص آنتی‌اکسیدان از lignans) سودمند است.

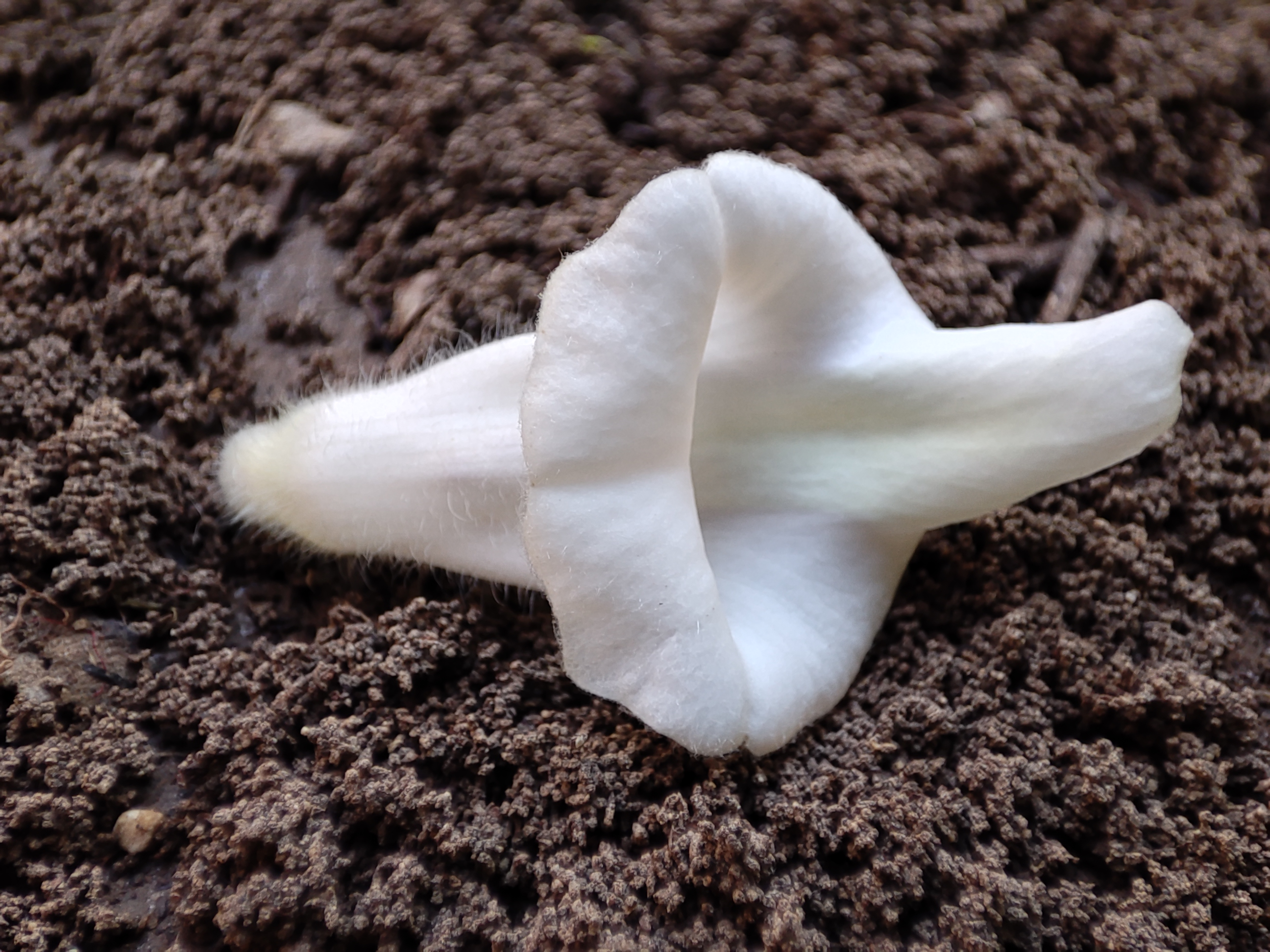
گل گیاه کنجد، بهبهان

### فشار خون
روغن کنجد دارای درصد بالایی از اسیدهای چرب اشباع نشده است [۱۸] (اسیدهای چرب امگا ۶)، اما منحصر به فرد است که آن را در دمای اتاق نگه می‌دارند. دلیل این است که آن حاوی دو نگهدارنده طبیعی، sesamol و sesamin می‌باشد. (به‌طور معمول، تنها در روغن عمدتاً متشکل از امگا ۹ روغن اشباع شده مثل روغن زیتون، در دمای اتاق نگه دارید)
پیشنهاد شده است که با توجه به حضور سطوح بالایی از اسید چرب اشباع نشده در روغن کنجد، ممکن است به کنترل فشار خون کمک کند. در پخت‌وپز به جای سایر روغن‌های خوراکی استفاده می‌شود و برای کمک به کاهش فشار خون بالا و پایین‌تر از میزان مصرف مورد نیاز داروها برای کنترل فشار خون بالا
اثر روغن بر فشار خون ممکن است به دلیل اسیدهای چرب (PUFA) و sesamin ترکیب، lignan موجود در روغن کنجد باشد. شواهد نشان می‌دهد که هر دو ترکیبات فشار خون بالا در موش صحرایی را کاهش می‌دهد وجود دارد. کنجد lignans نیز در مهار سنتز و جذب کلسترول در موش. صحرایی نقش دارد

### عوارض جانبی
کنجد و روغن کنجد، ممکن است تولید واکنش‌های آلرژیک، از جمله آنافیلاکسی کند. حدود ۱٪ از جمعیت به محصولات غذایی به‌دست آمده از کنجد حساسیت دارند. از آنجا که اثرات ملین دارد، روغن کنجد نباید توسط افرادی که اسهال دارند استفاده شود.

## تجارت
تا سال ۲۰۱۲، دانهٔ کنجد در بازار جهانی، تقریباً به قیمت ۰٫۶۷ دلار در هر پوند به فروش می‌رسد. این قیمت نسبتاً بالا، نشان‌دهندهٔ رکود در سراسر جهان است. اگر چه فروش دانهٔ کنجد در بازار قوی است اما تولید داخلی ایالات متحده در انتظار افزایش آمار خواهد بود.

## کشت
کنجد به خوبی با آب‌وهوا و مناطق خشک کنار می‌آید و کم‌آبی را تحمل می‌کند. این گیاه نیاز به نور کامل خورشید برای رشد مناسب جهت رشد حداکثری دارد. کنجد یک محصول گرمسیری است، که طی دورهٔ رشد نیاز به گرما دارد و شرایط مرطوب، باران‌های سنگین و خشکی طولانی مدت برای کشت کنجد مناسب نیستند. دمای زیاد یا کم بر رشد این گیاه تأثیر می‌گذارد و دمای مناسب برای رشد کنجد بین ۲۵ تا ۳۵ درجهٔ سانتی‌گراد است.

## نگارخانه

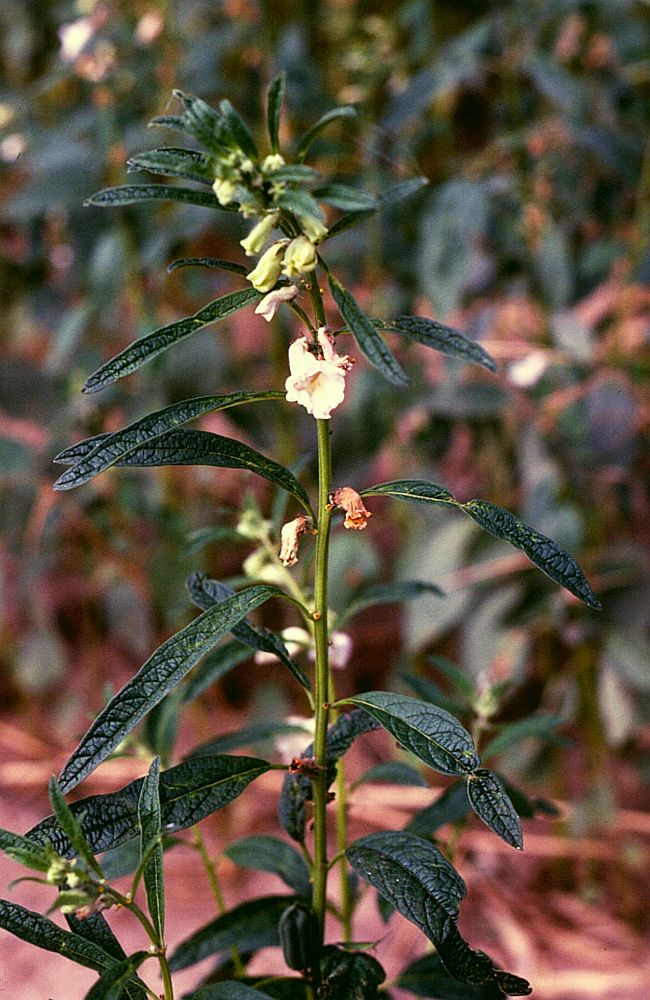
گیاه کنجد
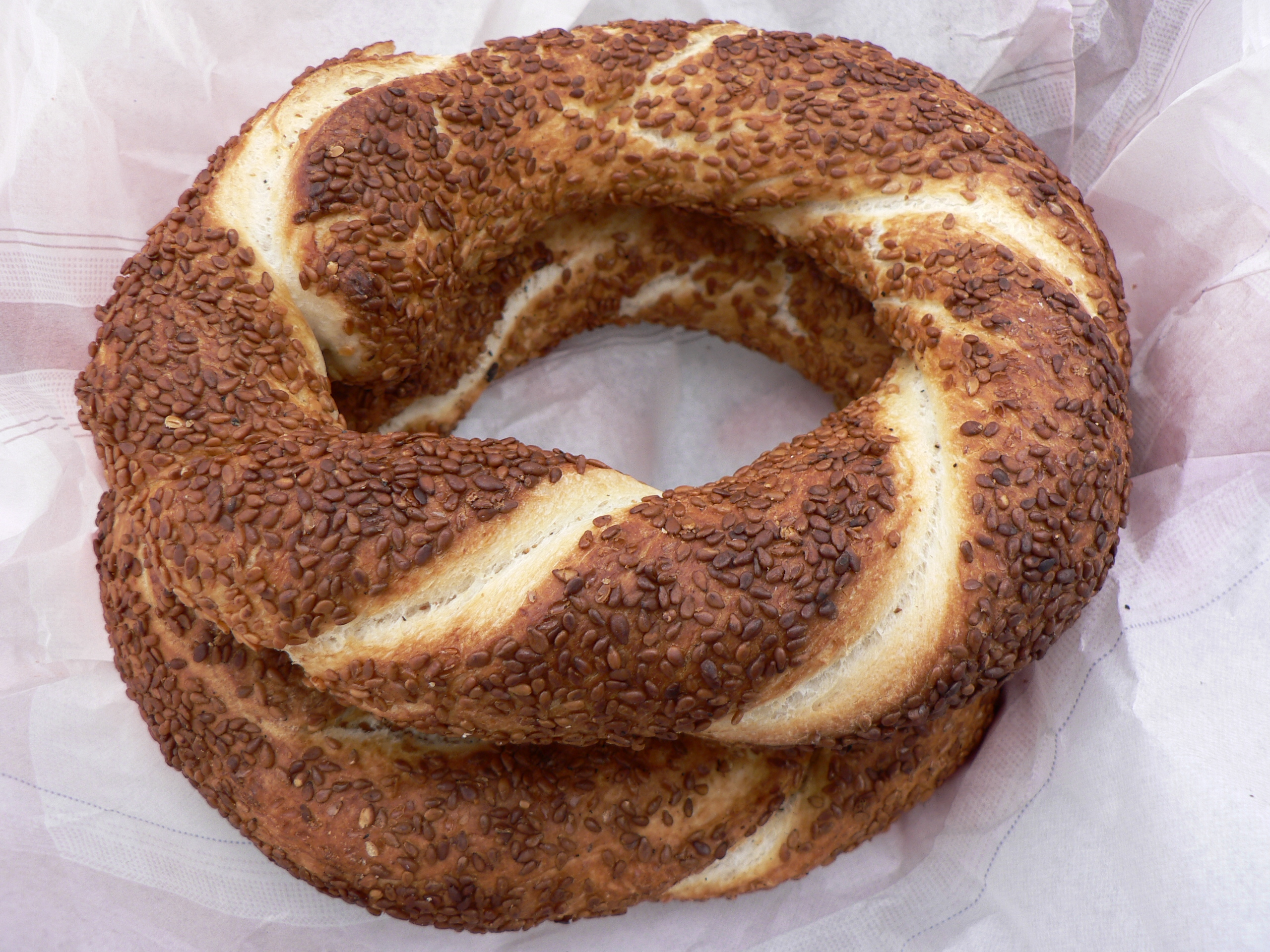
نوعی نان کنجدی
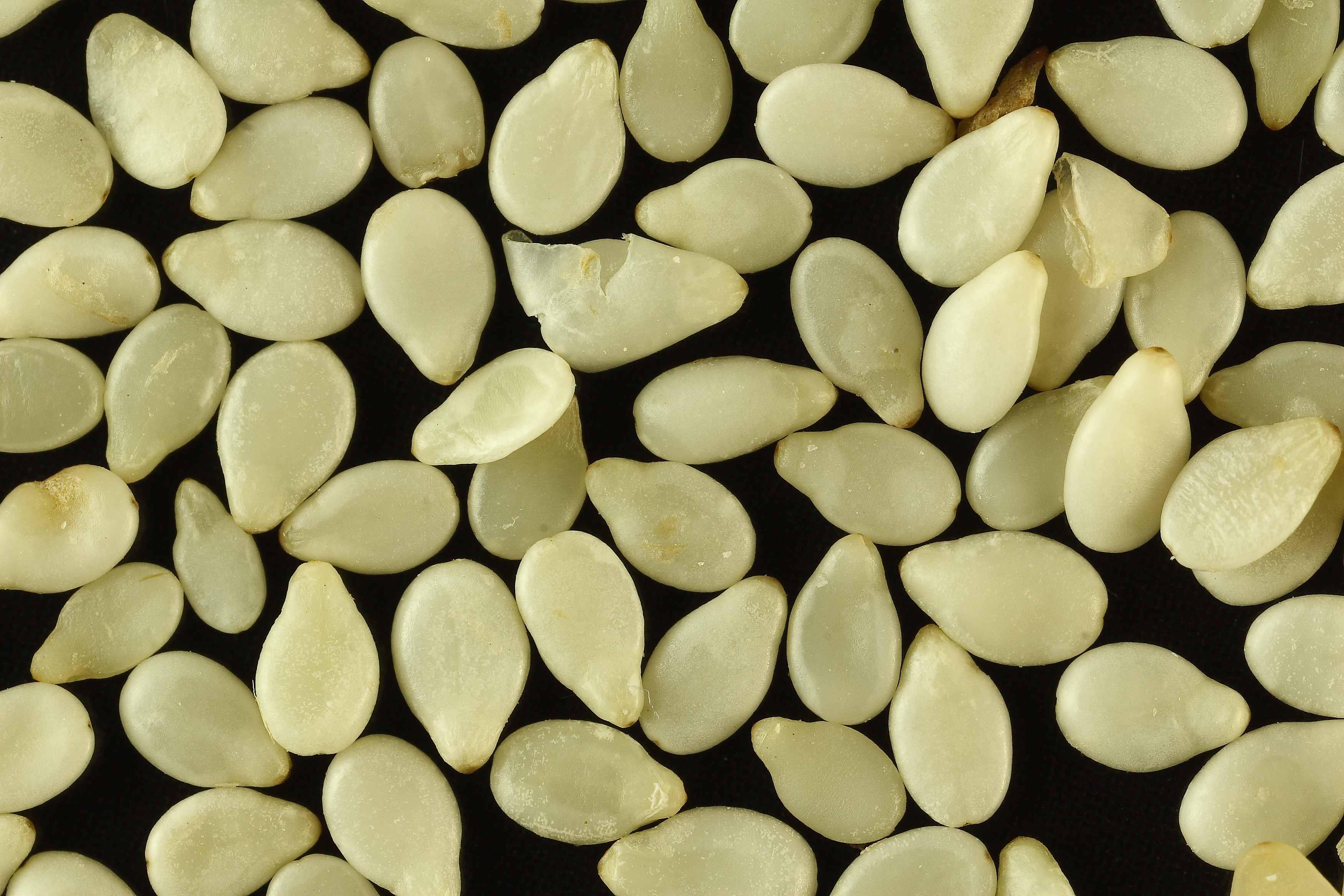
دانه‌های کنجد سفید